# Municipio de Franklin (condado de Clare)
El municipio de Franklin (en inglés: Franklin Township) es un municipio ubicado en el condado de Clare en el estado estadounidense de Míchigan. En el año 2010 tenía una población de 825 habitantes y una densidad poblacional de 8,98 personas por km².

## Geografía
El municipio de Franklin se encuentra ubicado en las coordenadas 44°7′17″N 84°39′31″O / 44.12139, -84.65861. Según la Oficina del Censo de los Estados Unidos, el municipio tiene una superficie total de 91.88 km², de la cual 91,49 km² corresponden a tierra firme y (0,42 %) 0,38 km² es agua.

## Demografía
Según el censo de 2010, había 825 personas residiendo en el municipio de Franklin. La densidad de población era de 8,98 hab./km². De los 825 habitantes, el municipio de Franklin estaba compuesto por el 98,55 % blancos, el 0,73 % eran afroamericanos, el 0,12 % eran amerindios, el 0,12 % eran asiáticos y el 0,48 % eran de una mezcla de razas. Del total de la población el 1,21 % eran hispanos o latinos de cualquier raza.